# 吴金华 (清朝)
吴金华（？—？），江西都昌人，是一名清朝政治人物。
吴金华曾于1845年接替蔡嘉禾任福建永安县知县一职，1846由庆琛接任。